# João Zeferino Ferreira Veloso
João Zeferino Ferreira Velloso (grafia original) (Jaboatão, 14 de fevereiro de 1857 – São Paulo, 18 de março de 1937) foi um engenheiro e empresário brasileiro.

## Biografia
João Zeferino nasceu no litoral pernambucano no ano de 1857 e seu pai foi Zeferino Ferreira Velloso, dono do Engenho Calixo, e sua mãe, a d. Maria Angélica dos Prazeres Velloso. Estudou em Recife e na juventude matriculou-se na Escola Naval de Engenharia do Rio de Janeiro, aonde formou-se em engenharia no ano de 1880.
Retornou para a sua província natal para trabalhar na Estrada de Ferro Sul de Pernambuco. Após alguns anos, tornou-se empreiteiro na construção de linhas férreas da região, como nas obras da Estrada de Ferro Central de Pernambuco, em vários trechos entre Recife e Vitória de Santo Antão. Levou sua experiência e a sua empresa para o sul do país e lá foi responsável pela construção de vários trechos da linha férrea entre a cidade de Porto União da Vitória (esta cidade foi desmembrada, posteriormente, entre o Paraná e Santa Catarina) e Porto de São Francisco (Santa Catarina). 
No início da década de 1890, associou-se a alguns agricultores e fundaram a Fazenda Morrinhos, em Botucatu, para plantarem o café. Com a crise do setor cafeeiro do início do século XX, mudou-se para a capital paulista e ali abriu uma empresa de representação e uma empreiteira de estradas de ferro. Assim, ajudou na construção de trechos da Estrada de Ferro Sorocabana  e da Central do Brasil, além de ter participado da construção da Estrada da Graciosa, no Paraná. Também investiu na mineração e retornou as atividades agrícolas em São José do Rio Preto e Buri.
Em 1906 assumiu a presidência da Associação Comercial de São Paulo, em eleição especial, após a desistência do cargo por Augusto Carlos da Silva Teles.
Em 1916 foi um dos fundadores do Instituto de Engenharia de São Paulo .
Participou da administração, voluntária, da Santa Casa de Misericórdia de São Paulo.
Faleceu na capital paulista no dia 18 de março de 1937, aos 80 anos de idade.